# 1 E4
1 E4 = 104 = 10.000 (deset tisoč)
Brezrazsežna števila med 10.000 in 100.000 (104 in 105) si lahko lažje predstavljamo s spodnjim seznamom.
- Vsak nevron v človeških možganih je povezan približno do 10.000 drugih.
- Obstaja 20.000 do 40.000 različnih kitajskih pismenk, odvisno kako jih preštejemo.
- Vsako človeško bitje ima okoli 30.000 do 40.000 genov.
- Do julija 2004 je največje število decimalk π-ja, ki so jih povedali na pamet - > 42000.